# Noel Gay
Noel Gay, właśc. Reginald Moxon Armitage (ur. 15 lipca 1898 w Wakefield, zm. 4 marca 1954 w Londynie) – brytyjski kompozytor, którego okres twórczości przypadł głównie na lata 30. i 40. XX wieku.
Noel Gay pochodził z Wakefield w Anglii. Po ukończeniu szkoły Christ’s College w Cambridge pracował jako organista w londyńskim kościele St. Anne's Church, a wkrótce potem zaczął trwającą wiele lat karierę artystyczną.